# Carsten V. Jensen
Carsten Vagn Jensen  (1963. április 2. –) dán labdarúgó, jelenleg a FC København vezetőedzője.

## Pályafutása

### Játékosként
1983-ban kezdte meg labdarúgó pályafutását a Næstved BK együttesében. Ezek után először a Herfølge BK, majd a B1903 csapatában szerepelt. 1991-ben a Brøndby IF-be igazolt, ahol az 1990-es és az 1991-es Dán labdarúgó-bajnokságot megnyerte csapatával. Amikor Morten Olsen a Brøndby akkori vezetőedzője nem nevezte a keretbe az 1990–1991-es UEFA-kupában az AS Roma elleni elődöntőre, csalódottságában vissza ment a Næstvedbe. 1993-ban a helyi rivális FC København csapatába igazolt. Az 1995-ös Dán labdarúgókupában az Akademisk BK ellen 5-0-ra megnyert döntőn megkapta a meccs embere címet. 1998-ban fejezte be pályafutását a København játékosaként, ahol 138 mérkőzésen 5 gólt szerzett.

### Edzőként
2000-ben a FC København asszisztensi pozícióját töltötte be, egészen 2005-ig. Roy Hodgson és Hans Backe asszisztense is volt a klubnál, és így hozzájárult a 2001-es, 2003-as és 2004-es bajnoki aranyéremhez. 2006-ban otthagyta asszisztensi munkáját, helyére Niels-Christian Holmström-t nevezte ki a klub. 2012 januárjában a København vezetőedzője lett, Roland Nilsson-t váltotta. Ugyanakkor a klub sportigazgatója is lett.

## Sikerei, díjai

### Játékosként
- Brøndby:
  - Dán bajnokság: 1990, 1991
- København:
  - Dán kupa: 1995